# Halbach
Halbach is een plaats in Duitsland. Het maakt deel uit van de stadswijk Lüttringhausen van de stad Remscheid. 
Halbach ligt aan de Uerdinger Linie, de scheidslijn tussen het Hoogduitse 'ich' en het Kleverlandse ´ik'. Halbach valt onder het gebied waar Limburgs wordt gesproken, in de ruimste zin van het woord.